# Charlotte Challenger
Il Charlotte Challenger è stato un torneo professionistico di tennis giocato su campi in terra verde. Faceva parte dell'ATP Challenger Series. L'unica edizione si è disputata a Charlotte negli Stati Uniti.

## Albo d'oro

### Singolare
| Anno | Campione    | Finalista    | Punteggio |
| ---- | ----------- | ------------ | --------- |
| 1979 | Chris Lewis | David Carter | 6–2, 6–2  |

### Doppio
| Anno | Campioni               | Finalisti                  | Punteggio     |
| ---- | ---------------------- | -------------------------- | ------------- |
| 1979 | Mike Barr Jerry Karzen | John Benson Tony Giammalva | 6–3, 4–6, 7–6 |